# 五百籏頭真吾
五百籏頭 真吾（いおきべ しんご、1975年11月 - ）は、日本の経済学者。専門は国際マクロ経済学、国際金融論。同志社大学商学部教授。小島清賞優秀論文賞受賞。

## 経歴
兵庫県生まれ。1999年京都大学文学部卒業。2002年神戸大学大学院経済学研究科総合経済政策専攻修士課程修了、修士（経済学）。2005年神戸大学大学院経済学研究科総合経済政策専攻博士後期課程修了、博士（経済学）。
2005年同志社大学商学部講師。2007年同志社大学商学部専任講師。同年日本国際経済学会小島清賞優秀論文賞受賞。2009年同志社大学商学部准教授。2023年同志社大学商学部教授。専門は国際マクロ経済学、国際金融論。

## 著書
- 『エッセンシャル金融論』（植田宏文, 丸茂俊彦と共著）中央経済社 2015年
- 『身近に感じる国際金融』（飯島寛之, 佐藤秀樹, 菅原歩と共著）有斐閣 2017年